# Vetenskapsåret 1838

## Händelser
- Friedrich Wilhelm Bessel utför den första noggranna avståndsmätningen till en stjärna, 61 Cygni, genom parallax. Thomas Henderson (Alfa Centauri) och Friedrich Georg Wilhelm von Struve (Vega) tillkännager strax senare sina parallaxmätningar.
- Claude Servais Mathias Pouillet utför den första kvantitativa mätningen av energin som solen utstrålar.
- Jacob Berzelius upptäcker proteinerna.
- Matthias Jakob Schleiden upptäcker att växter är uppbyggda av celler.
- Pavel Petrovitj Anosov återupptäcker den ryska stållegeringen bulatstål.
- Charles Sturt visar att Hume och Murray i Australien är en och samma flod.
- David Bruce, Jr., uppfinner en typsättningsmaskin.

## Matematik
- Okänt datum - Augustus De Morgan introducerar termen 'Matematisk induktion'.[1]

## Teknik
- 6 januari - Samuel Morse demonstrerar för första gången den elektriska telegrafen.
- 1 februari - Svenske John Ericsson får patent i USA för sin Skruvpropeller, Patent US 588[2]

## Pristagare
- Copleymedaljen: Carl Friedrich Gauss, tysk matematiker och naturvetare.
- Rumfordmedaljen: James David Forbes, skotsk fysiker.
- Wollastonmedaljen: Richard Owen, brittisk anatom och paleontolog  [3]

## Födda
- 5 januari - Camille Jordan (död 1922), fransk matematiker.
- 29 januari - Edward Morley (död 1923), amerikansk kemist.
- 18 februari - Ernst Mach (död 1916), tysk fysiker.
- 3 mars - George William Hill (död 1914), amerikansk astronom och matematiker.
- 8 april - Ferdinand von Zeppelin (död 1917), tysk general, grundare av Zeppelin GmbH, tillverkare av luftskeppen zeppelinare.
- 16 april - Ernest Solvay, (död 1922) belgisk kemist.
- 21 april - John Muir (död 1914), skotsk-amerikansk naturvårdare.
- Alexandra Smirnoff  (död 1913), finländsk pomolog.

## Avlidna
- 21 augusti - Adelbert von Chamisso (född 1781), tysk författare och botaniker.